# Юніорський турнір ФІФА 1950
Юніорський турнір ФІФА 1950 — пройшов у Австрії з 25 по 28 травня. У фінальному матчі господарі перемогли французів 3:2.

## Учасники
- Австрія (господарі)
- Англія
- Франція
- Люксембург
- Нідерланди
- Швейцарія

## Перший раунд
| 25 травня 1950 |

| Люксембург | 2 – 1 | Англія |
| ---------- | ----- | ------ |
|            |       |        |

| Відень |

| 25 травня 1950 |

| Нідерланди | 3 – 1 | Швейцарія |
| ---------- | ----- | --------- |
|            |       |           |

| Тепліце |

## Півфінали
| 26 травня 1950 |

| Австрія | 5 – 1 | Люксембург |
| ------- | ----- | ---------- |
|         |       |            |

| Відень |

| 26 травня 1950 |

| Франція | 4 – 1 | Нідерланди |
| ------- | ----- | ---------- |
|         |       |            |

| Відень |

## Матч за 5-е місце
| 26 травня 1950 |

| Англія | 2 – 1 | Швейцарія |
| ------ | ----- | --------- |
|        |       |           |

| Штоккерау |

## Матч за 3-є місце
| 28 травня 1950 |

| Нідерланди | 6 – 0 | Люксембург |
| ---------- | ----- | ---------- |
|            |       |            |

| Відень |

## Фінал
| 28 травня 1950 |

| Австрія | 3 – 2 | Франція |
| ------- | ----- | ------- |
|         |       |         |

| Відень |

| Чемпіон Європи 1950 |
| ------------------- |
| Австрія 1-й титул   |